# 佐藤道明
佐藤 道明（さとう みちあき、1960年 - ）は、日本のイラストレーター、メカデザイナー、漫画家。東京生まれ。
スタジオぬえの元メンバーで、主にSF作品を手がける。1987年星雲賞アート部門受賞。
荒巻義雄や林譲治は、佐藤は作品に登場するメカの技術的背景を理解した上で描いてくれるという趣旨のことを述べている。

## 表紙・挿絵

### 小説
- ジョン・ジェイクス『第二銀河系シリーズ』（ハヤカワ文庫・1979年）
- デイヴィッド・ホイテイカー他『ドクター・フー・シリーズ』（ハヤカワ文庫・1980年）
- 川又千秋『蜃気楼の少女 スター・ファイター1』（コバルト文庫・1980年）
- ハリイ・ハリスン『銀河遊撃隊』（ハヤカワ文庫・1980年、里見ちあき名義）
- 川又千秋『夢の戦士』（徳間文庫・1981年）
- 菊地秀行『魔界都市〈新宿〉』（ソノラマ文庫・1982年）
- 川又千秋『海神の逆襲 コマンド・タンガロア』（徳間文庫・1983年）
- ポール・アンダースン『焦熱期』（ハヤカワ文庫SF・1983年）
- クラーク・ダールトン『流刑の惑星』（早川文庫・1984年）
- 川又千秋『星々の声』（徳間文庫・1984年）
- 川又千秋『星狩人シリーズ』（講談社ノヴェルズ・1985年 - 1987年）
- 川又千秋『宇宙船∞号の冒険』（新潮文庫・1985年）
- 神林長平『太陽の汗』（光文社文庫・1985年）
- 川又千秋『宇宙港物語』（双葉ノヴェルズ・1986年）
- 栗本薫『メディア9』（角川文庫・1986年）
- 山田正紀『神狩り』（早川文庫・1986年7刷）
- 山田正紀『弥勒戦争』（早川文庫・1986年8刷）
- 山田正紀『宝石泥棒』（早川文庫・1986年）
- 神林長平『あなたの魂に安らぎあれ』（早川文庫・1986年）
- 神林長平『プリズム』（早川文庫・1986年）
- 荒巻義雄『要塞シリーズ』（中央公論社・1986年 - 1992年）
  - 『ニセコ要塞1986』、『十和田要塞1991』、『阿蘇要塞1995』、『琵琶湖要塞1997』
- 久美沙織『KING（キング）の頬をはりとばせ』（コバルト文庫・1987年）
- 神林長平『蒼いくちづけ』（光文社文庫・1987年）
- ジェイムズ・H・シュミッツ『悪鬼の種族』（早川文庫・1980年、1987年）
- フィリップ・ホセ・ファーマー『恋人たち』（早川文庫・1989年4刷）
- 石原藤夫『銀河旅行』（講談社ブルーバックス・1989年14刷）
- 川又千秋『天の川綺譚』（双葉ノヴェルズ・1990年）
- 谷甲州『覇者の戦塵』（角川書店→中央公論社・1991年 - ）
- 荒巻義雄『旭日の艦隊』（中央公論社・1992年 - 1997年）
- 竹河聖『神宝聖堂の王国』（講談社ノヴェルズ・1993年）
- 江戸川乱歩『少年探偵団』シリーズ(ポプラ社・1998年 - 1999年)（3,5,6,8,12,16,19,21,23,26巻の挿絵担当）
- 林譲治『侵略者の平和』、『暗黒太陽の目覚め』（ハルキ文庫・2000年 - 2001年）
- 荒巻義雄『超弦回廊シリーズ』（中央公論新社・2003年 - 2008年）
- 岩崎京子『花のお江戸の蝶の舞』（てらいんく・2018年)
- しのざきこういち『令和の旗──「万葉集」誕生ものがたり』（てらいんく・2019年)
- しのざきこういち『道元禅師のワンダーランド――ピュアな禅の世界で「本来の面目(まことの自分)」探し』（てらいんく・2021年)

### ゲームブック
- 門倉直人『魔法使いディノン』シリーズ（ハヤカワ文庫・1987年）

### アルバム
- 難波弘之『PARTY TONIGHT』（1981年）他
- 橋本一子『RAHXEPHON』関連（2001年 - 2003年）

## メカニックデザイン
「セットデザイン」と表記されているものを含む。
- テレビアニメ
  - 『Witch Hunter ROBIN』（2002年）
  - 『ラーゼフォン』（2002年）
  - 『エリア88』（2004年）
  - 『絢爛舞踏祭 ザ・マーズ・デイブレイク』（2004年）
  - 『Ergo Proxy』（2006年）
- 劇場アニメ
  - 『ラーゼフォン 多元変奏曲』（2003年）
- ゲーム
  - 『フィロソマシリーズ』（1995年 - ）
  - 『パンツァーフロントシリーズ』（1999年 - ） - 架空戦車オリオールのデザイン

## その他アニメ関連
- テレビアニメ
  - 『超時空要塞マクロス』（1982年 - 1983年） - 背景
- 劇場アニメ
  - 『クラッシャージョウ』（1983年） - 美術デザイン
  - 『ダーティペア』（1987年） - 設定スーパーバイザー
  - 『ヱヴァンゲリヲン新劇場版:破』（2009年） - デザインワークス
- OVA
  - 『旭日の艦隊』（1997年 - 2002年） - メカ原案

## 漫画 / イラスト・ストーリー / 画集 / コラム
- 『楽園のあしもと』「奇想艦隊」 Vol.7前篇（1994年）Vol.8後篇（1995年）

- 荒巻義雄原案
  - 『要塞シリーズ イラスト・ストーリー』（中央公論社）
オリジナルストーリーの漫画、および『消滅』までは小説版に、『オーロラ』以降は漫画に登場した兵器のイラストを収録。
    - 『海溝要塞1996』（1991年）
『ニセコ』、『十和田』、『阿蘇』登場兵器を収録。
    - 『漂流要塞1996』（1992年）
『琵琶湖』登場兵器を収録。
    - 『消滅要塞1996』（1993年）
『琵琶湖』登場兵器を収録。
    - 『オーロラ要塞1946』（1994年、上下巻）
    - 『楽園要塞1996』（1995年）

  - 『旭日の艦隊 図解資料集』（中央公論社・1996年）
登場兵器のイラストと漫画『旭日の艦隊 サイドストーリー』を収録。
- 川原由美子との合作
  - 『MOONLIGHT SHOWER』「Short Stories」1987年SUMMER号（8月発売）
  - 『天使が堕ちた朝』「Short Stories」1988年SPRING号（3月発売）
  - 『かたゆでの朝』「Short Stories」1988年SUMMER号（8月発売）
  - 『ななめの音楽 -SCHRAGE MUSIK-』「LaLa」1990年1月号
「ネムキ」2009年5月号より、川原単独名義でリメイク版連載。
- 川又千秋原作
  - 『双生児の夢 生まれてこなかったもう一人の自分のために』「SFマガジン」1985年5月号
- 高千穂遥原作
  - 『アシュロンの美姫』「STARLOG」 No.18 - 23（1980年）
- 七尾みどり原作
  - 『Velvet Darkness』「SFマガジン」1985年9月号 - 1986年7月号

- コラム
  - 『スタジオぬえ 河森正治&佐藤道明 アメリカ珍道中』「STARLOG」No.61（1983年）
  - 『ミチアキ師匠の異常な愛情 または私は如何にして心配するのを止めて高高度戦闘機を愛するようになったか？』「ScaleAviation」Vol.42 - Vol.60（2005年 - 2008年、隔月刊）
    - ： イラストと模型作例連載。

  - 『Farewll to YS-11 ありがとう日本の翼 ミチアキ師匠のYS-11搭乗記』「ScaleAviation」Vol.53（2007年）

- アニメ関連
  - 『MILITARYPOWER 0f RAHXEPHON』（「ModelGlahix」（2002年4月号 - 11月号）
  - 『画集ラーゼフォン』（メディアファクトリー・2003年）
佐藤以外のイラストも収録。

- ゲーム関連
  - 『PHILOSOMA OFFICIAL ART BOOK』（徳間書店・1995年）
設定画とインタビューを収録。佐藤以外のイラストも収録。

## エピソード
林譲治と挿絵に関する打ち合わせをした際、林が続編の構想について話したところ佐藤は大変気に入り、仕事の分と一緒にまだ形になっていないその続編に登場するであろうメカのイラストまで描いて送った。
高校の4年後輩にイラストレーターのにしもりちよこがいる。にしもりが絵の仕事をするようになったきっかけは文化祭のパンフレット製作で佐藤に協力してもらったことだという。